# Patricio Donoso
Patricio Donoso Chiriboga (Quito, 11 de enero de 1956) es un político, arquitecto y profesor ecuatoriano. Miembro del Movimiento CREO, ejercicio funciones como segundo vicepresidente de la Asamblea Nacional del Ecuador, entre 2019 al 2021. Desde el 24 de mayo de 2021, asumió el cargo de Ministerio del Trabajo durante el Gobierno de Guillermo Lasso.

## Biografía
Nació en Quito el 11 de enero de 1956, siendo sobrino del exalcalde José Chiriboga Villagómez. En su ciudad natal será donde estudie para arquitecto en la Universidad Central del Ecuador.
Realizó proyectos urbanísticos como la Urbanización La Granja y el Plan Solanda, ambos en Quito; así como obras civiles del Proyecto Agoyán. Ascendió a cargos ejecutivos en la Constructora del Pacífico, la Inmobiliaria Americana y las Canteras Rumipamba. Fue también director financiero en la Importadora General y en la empresa Ecuatoriana de Ventas por Correo. Fue miembro de directorios empresariales, como el Hotel Colón Internacional, Inmobiliaria del Pacífico e Intermaco-Toshiba. Además, ejerció por ocho años la Vicepresidencia del Directorio de la empresa textil La Internacional.
Paso también por cargos en distintas cámaras empresariales como el de Presidente de la Cámara de Agricultura de la Primera Zona; Director Ejecutivo de la Fundación Instituto de Estrategias Agropecuarias; Presidente del Comité Empresarial Ecuatoriano, de enero de 2007 a abril de 2008; Presidente del Consejo de Cámaras y Asociaciones de la Producción, de marzo de 2007 a octubre de 2008;y Presidente de la Asociación Nacional de Empresarios, hasta julio de 2012.
Entre su labor política se encuentra el haber sido asesor político de Ricardo Noboa, candidato de la coalición entre el Partido Liberal Radical y el Frente Radical Alfarista en la elecciones de 1996. Durante la presidencia del hermano de Noboa, Gustavo, asumirá la dirección ejecutiva del Consejo Nacional de Modernización del Estado por el 2002 al 2003, organismo presidido por Ricardo Noboa y que se encargaba de la privatización de varias empresas estatales. En 2009 participó por una curul en la Asamblea Nacional, por la coalición entre el Partido Social Cristiano y la Unión Demócrata Cristiana, pero no obtuvo el puesto. Finalmente en las elecciones de 2013 sería elegido asambleísta a nivel nacional por el recién fundado Movimiento CREO, estando segundo en la listas por debajo de Mae Montaño.
Iniciada la II legislatura de la asamblea, fue designado como jefe del bloque parlamentario de su partido, ejerciendo ese cargo hasta el final de ese período legislativo. Para la siguiente elección pasará de representar de movimiento a nivel nacional a encabezar la lista de la Alianza por el Cambio en la zona rural de Pichincha. 
Tras ganar la curul, conseguirá un puesto en el Consejo de Administración Legislativa como cuarto vocal y dos años más tarde, en el 2019, asumirá la segunda vicepresidencia del parlamento.
A partir del 24 de mayo de 2021, asumió el cargo de Ministro del Trabajo durante el gobierno del presidente Guillermo Lasso.